# F*
F*（读作“F star”）是一个由微软研究院和INRIA主导开发的、基于ML的依赖类型函数式程序语言，主要用于程序的形式化验证。
F*的类型系统十分丰富，支持依赖类型、单子化效用（monadic effects）和细化类型（refinement types）。这使其能够准确地用于表述程序的形式化规范，包括功能正确性和安全性。
F*的类型检查器通过检查手写的证明和SMT自动求解来确保程序符合规范。
使用F*书写的程序可被编译到OCaml、F#或C加以执行。早期版本的F*亦支持编译到JavaScript。
F*语言本身使用F*和F#实现，并可从OCaml或F#引导。它的源码使用Apache协议授权，目前托管在GitHub上。

## 引用
1. ↑  . 2018年5月17日  [2022年10月4日].
2. ↑  . GitHub.   [2020-01-11]. （原始内容存档于2020-07-10）.